# Cuxirimay Ocllo
Cuxirimay Ocllo, död efter 1576, även känd som Doña Angelina Yupanqui var en inkaprinsessa, gift med sin bror inka Atahualpa (regerande 1532-1533). 
Hon var dotter till Paccha Duchicela. Hon valdes ut av Huayna Capac att gifta sig med Atahualpa i enlighet med traditionen. paret fick sex barn. Hennes make blev Inka år 1532. Hon var en av Atahualpas många hustrur och var inte drottning (Coya) utan Ñusta, vilket var titeln för en prinsessa eller kunglig hustru längre än drottning. 
1533 avrättades hennes make av spanjorerna och efterträddes av Manco Inca Yupanqui, som i princip var spanjorernas fånge i Cuzco. Vid denna tid blev många inkakvinnor, inklusive prinsessor och prästinnor (aclla) kidnappade och våldtagna av spanjorerna. Bland dem som kidnappades och våldtogs var den nya inkans drottning, Cura Ocllo, vilket ledde till brytningen mellan spanjorerna och Manco Inca Yupanqui. 
Cuxirimay Ocllo själv tillhörde en av de prinsessor som togs som konkubiner. Hon blev konkubin till Francisco Pizarro, döptes och fick namnet Angelina Yupanqui. Hon levde med Pizarro i Lima 1538-1541 och fick två söner med honom. Efter Pizarros dotter gifte hon sig med Juan de Betanzos och blev en viktig källa till hans verk om Inkarikets historia. Hon nämns fortfarande vid liv 1576. 